# 5237 Yoshikawa
Az 5237 Yoshikawa (ideiglenes jelöléssel 1990 UF3) a Naprendszer kisbolygóövében található aszteroida. Urata Takesi fedezte fel 1990. október 26-án.